# مسح جيوفيزيائي

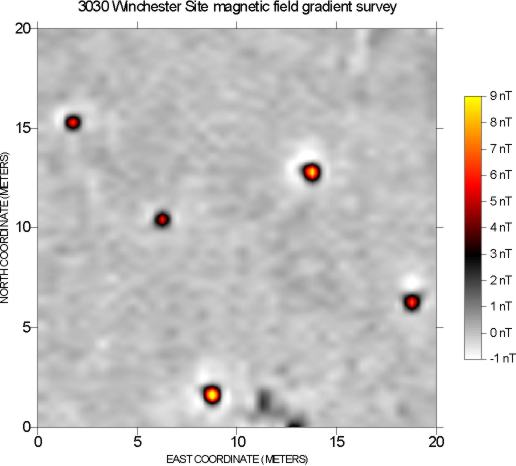
خريطة تدرج مغناطيسي لموقع أثري للسكان الأصليين في وايومنغ، تُظهر مواقد نارية مكتشفة عبر المسح الجيوفيزيائي

المسح الجيوفيزيائي هو جمع منهجي للبيانات الجيوفيزيائية للدراسات المكانية. يشكل اكتشاف وتحليل الإشارات الجيوفيزيائية جوهر معالجة الإشارات الجيوفيزيائية. تحتوي المجالات المغناطيسية والجاذبية المنبثقة من باطن الأرض على معلومات أساسية تتعلق بالأنشطة الزلزالية والبنية الداخلية. ومن ثم، فإن الكشف عن المجالات الكهربائية والمغناطيسية وتحليلها أمر بالغ الأهمية. نظرًا لأن الموجات الكهرومغناطيسية والجاذبية هي إشارات متعددة الأبعاد، يمكن توسيع جميع تقنيات التحويل 1-D لتحليل هذه الإشارات أيضًا. ومن ثم تناقش هذه المقالة أيضًا تقنيات معالجة الإشارات متعددة الأبعاد.
قد تستخدم المسوحات الجيوفيزيائية مجموعة كبيرة ومتنوعة من أدوات الاستشعار، ويمكن جمع البيانات من فوق أو تحت سطح الأرض أو من منصات جوية أو مدارية أو بحرية. المسوحات الجيوفيزيائية لها العديد من التطبيقات في الجيولوجيا، وعلم الآثار، واستكشاف المعادن والطاقة، وعلم المحيطات، والهندسة. تستخدم المسوحات الجيوفيزيائية في الصناعة وكذلك في البحث الأكاديمي.
تكتشف أدوات الاستشعار مثل مقياس الجاذبية ومستشعر موجة الجاذبية ومقياس المغناطيسية التقلبات في مجال الجاذبية والمغناطيسية. يتم تحليل البيانات التي تم جمعها من المسح الجيوفيزيائي لاستخلاص استنتاجات ذات مغزى من ذلك. يعد تحليل الكثافة الطيفية وتوطين التردد الزمني لأي إشارة أمرًا مهمًا في تطبيقات مثل التنقيب عن النفط والتصوير الزلزالي.